# Motty Steinmetz
Motty Steinmetz (hebreiska: מוטי שטיינמץ), född 1992 i Bnei Brak i Israel, är en israelisk, chassidisk sångare. Steinmetz sjunger judiska låtar på hebreiska och jiddisch. 

## Biografi
Steinmetz föddes 1992 i Bnei Brak, Israel i en Vizhnitz-familj.  
När Steinmetz var fjorton år flyttade hans farfar från Antwerpen, Belgien, till Israel. Han lärde Steinmetz många traditionella Vizhnitz-låtar som senare har påverkat Steinmetz musikstil. I sin tidiga tonår upptäcktes han av producenten och kompositören Ruvi Banet, som senare blev hans manager. Steinmetz sjunger judiska religiösa låtar, med texterna ofta hämtade direkt från de religiösa skrifterna och böner. I enlighet med judiska religiösa lagar uppträder han aldrig för män och kvinnor samtidigt, såvida det inte finns en mechitza (åtskildhet). Steinmetz sjunger ofta på sjukhus i Israel. Motty sjunger på hebreiska med chassidiskt uttal. 

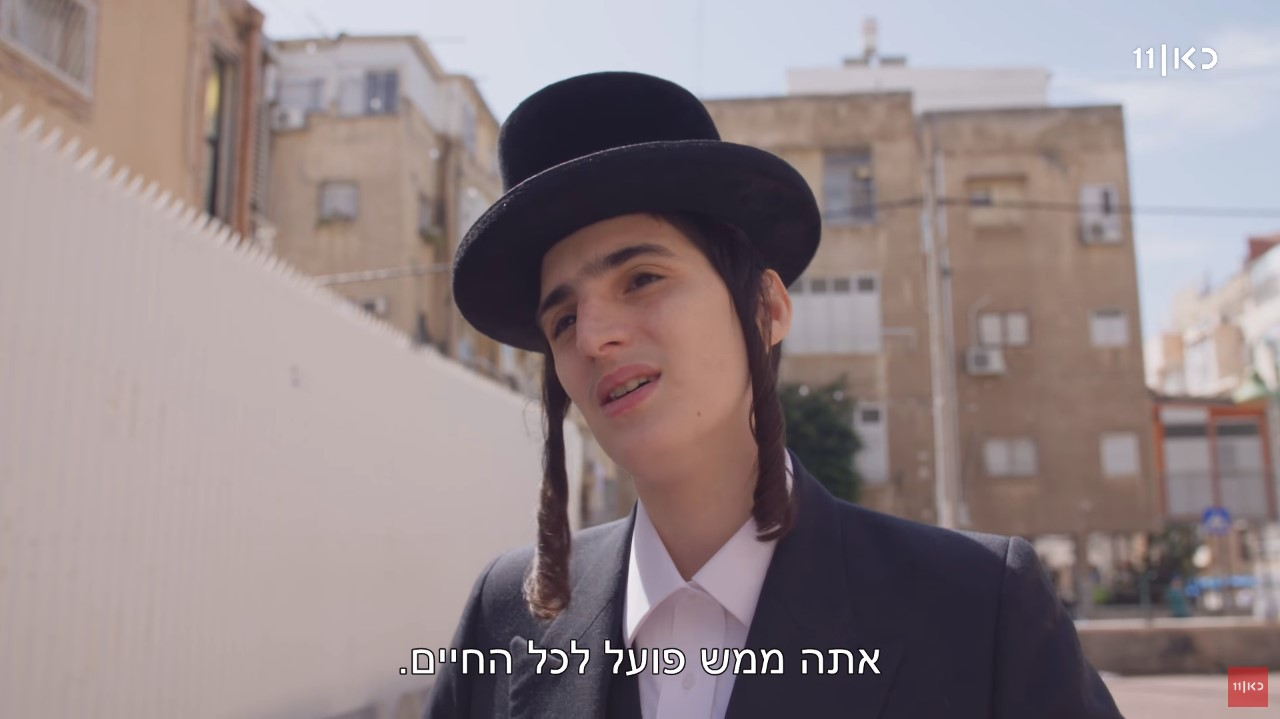
Steinmetz på TV-kanalen Kan 11

Motty Steinmetz släppte sitt debutalbum Haneshama Bekirbi 2017. Albumet tog fyra år att slutföra och uppnådde platina-certifiering i Israel. Motty Steinmetz har spelat in låtar tillsammans med bland annat Mordechai Ben David, Moshe Mendelowitz, Levi Lefkowitz och Ishay Ribo. På scen köras ofta Steinmetz av olika manskörer. 

## Privatliv
Motty Steinmetz gifte sig år 2015 med Malka Weisel. Närvarande på bröllopet var bland andra den kände chassidiske sångaren Mordechai Ben David. I november 2017 fick paret en dotter. I juli 2020 föddes parets andra dotter. 

## Diskografi

### Studioalbum
- Haneshama Bekirbi (2017)